# Diego de Benavides y de la Cueva
Diego de Benavides y de la Cueva, VIII conte di Santisteban del Puerto, marchese di Solera (Santisteban del Puerto, 18 febbraio 1607 – Lima, circa 19 marzo 1666), è stato un ufficiale spagnolo, diplomatico, scrittore ed amministratore coloniale. Tra il 31 dicembre 1661 ed il 16 marzo 1666 fu viceré del Perù.

## Biografia

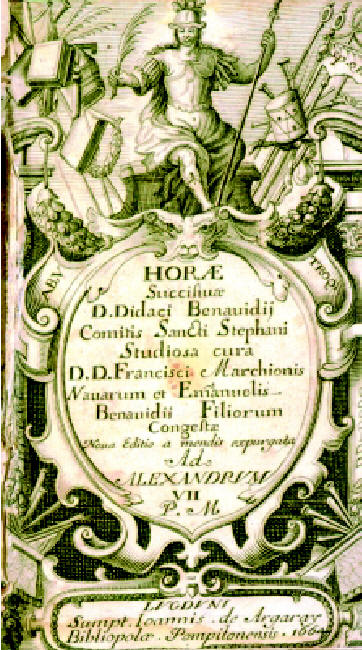
Diego de Benavides, Horae succisiuae siue Elucubrationes, copertina dell'edizione del 1664

Benavides ricevette un'educazione umanistica presso il Colegio Imperial de Madrid gestito dai gesuiti.
Fu cavaliere dell'Ordine di Santiago e gentiluomo di camera del re. Combatté in Aragona ed in Portogallo. Dopo la guerra del 1643 col Portogallo fu nominato capitano generale dei Confini. In seguito divenne capitano generale della Galizia. Nel 1653 fu nominato viceré e capitano generale della Navarra. A causa del contributo diplomatico fornito durante la negoziazione della Pace dei Pirenei (1659) e del successivo matrimonio tra la principessa Maria Teresa d'Austria e Luigi XIV di Francia, re Filippo IV gli conferì il titolo di marchese di Solera.
Tra i suoi scritti si trovano Epigramas latinos del humanista giennense D. Diego de Benavides y de la Cueva (epigrammi latini) ed Horae succisiuae siue Elucubrationes. L'ultima opera fu un'antologia poetica scritta dai figli Francisco e Manuel de Benavides, pubblicata nel 1660 (seconda edizione nel 1664).
Nel 1661 divenne viceré del Perù. Durante la sua amministrazione si impegnò per migliorare le condizioni di vita degli indigeni, in particolar modo riguardo alla loro educazione ed alle condizioni di lavoro. Per raggiungere questo obbiettivo emanò la Ordenanza de Obrajes (Ordinanza degli Operai) nel 1664.
Dovette affrontare i problemi dovuti a terremoti ed epidemie, e soffocare la lotta tra i minatori spagnoli. L'ospedale di San Bartolomé fu costruito durante la sua reggenza. Eresse il primo teatro di Lima. Morì in questa città nel 1666.